# 大宰權帥
大宰權帥是日本古代大宰府的副司令官。
大宰府以大宰帥為長官，大宰權帥是代理大宰帥職務用的官職。
朝廷鎮西總司令部九州區域的兵權，在平安時代以後皇族慣例將這項代理職務列入，於是大宰權帥成為實質上掌握大宰帥權力的人。